# استرداد (فیلم ۲۰۰۷)
انتقال (به انگلیسی: Rendition) نام فیلم درام آمریکایی محصوص سال ۲۰۰۷ می‌باشد. این فیلم به کارگردانی گوین هود و با نویسندگی کلی سین ساخته شده‌است. این فیلم بر اساس داستانی واقعی ساخته شده‌است.

## داستان
سازمان سی‌آی‌ای در روش جدیدی پس از حادثه ۱۱ سپتامبر دیگر برای دستگیری متهمان منتظر مجوز نمی‌ماند و به صورت مستقل عمل می‌کند. مأمور سی‌آی‌ای به نام داگلاس فری‌من (جیک جیلنهال) به منطقه‌ای در شمال آفریقاآمده و در رابطه با بمب‌گذاری انتحاری گروه‌های تروریستی تحقیق کند. هم‌زمان شخصی به نام انور ال‌ابراهیم که مهندس شیمی است برای کنفرانسی علمی وارد شده‌است. سازمان سی‌آی‌ای با توجه به شواهد ال‌ابراهیم را یک مظنون معرفی می‌کند و او را در فرودگاه و در راه بازگشت به آمریکا دستگیر می‌کنند. ال‌ابراهیم شهروند آمریکاست و همسر آمریکایی دارد. تنها مدرک، تماسی است که از موبایل او با گوشی رهبر گروه تروریستی گرفته شده‌است. همسر او، ایزابل ال‌ابراهیم (ریس ویترسپون) با توجه به تأخیر وی نگران می‌شود. پس از مدتی مشخص می‌شود که اثری از ال‌ابراهیم نیست. سازمان سیا او را به یک بازداشتگاه مخفی برده و از او بازجویی می‌کند. ایزابل در جستجوی همسر خود پای به مکان‌های مختلف دولتی می‌گذارد و با توجه به این که باردار هم هست، صحنه‌های درام بسیار زیبایی شکل می‌گیرد.

ال‌ابراهیم زیر شکنجه طاقتش تمام می‌شود و اعتراف می‌کند که با رهبر گروهک‌های تروریستی ارتباط برقرار کرده و در ازای مواد منفجره ۴۰ هزار دلار دریافت کرده‌است. او هم‌چنین نام اعضای گروه تروریستی را می‌گوید. داگلاس که می‌داند ال‌ابراهیم بی‌گناه است شروع به تحقیق می‌کند. او متوجه می‌شود که درآمد سالیانه او ۲۰۰ هزار دلار است و در واقع نیازی به این پول ندارد. هم‌چنین نام‌هایی که او به سازمان داده، اعضای یک تیم فوتبال مصری در دهه ۹۰ است. برای همین ال‌ابراهیم را آزاد می‌کند و او به آمریکا باز می‌گردد.

در این فیلم داستان دیگری نیز هم‌زمان نمایش داده می‌شود. داستانی که بین فاطمه دختر سرهنگ عباسی و دوست‌پسرش خلید اتفاق می‌افتد. خلید یکی از اعضای گروه تروریستی است. زیرا برادرش چند سال قبل زیر شکنجه و توسط عوامل سرهنگ عباسی به قتل رسیده‌است. او می‌خواهد انتقام برادرش را بگیرد. روزی که او قصد دارد در یک حملهٔ انتحاری سرهنگ عباسی را ترور کند، فاطمه متوجه می‌شود و می‌خواهد جلوی او را بگیرد.(روابط فاطمه با پدرش خوب نیست)او در میدان اصلی جلوی او را می‌گیرد، ولی تروریست‌ها دستور دارند اگر بمب‌گذار انتحاری از حمله پشیمان شد او را با تیر بزنند، در این حالت او می‌افتد و کلید منفجرکنندهٔ بمب از دستش رها می‌شود و بمب منفجر می‌شود. آن‌ها خلید را می‌زنند و بمب در حالی که فاطمه نیز در کنار خلید حضور دارد، منفجر می‌شود و هر دوی آن‌ها کشته می‌شوند.

در فیلم ارتباط موبایل ال‌ابراهیم و رهبر گروه تروریستی توضیح داده نشده، ولی گفته می‌شود احتمالاً اشتباه مخابراتی بوده که رخ داده‌است.

## نظرات
این فیلم پس از انتشار علی رغم بایکوت رسانه های غربی با استقبال قابل قبوبی روبه رو شد. با توجه به این که این فیلم ضدشکنجه و ضد تبعیض مسلمانان است طرفداران خاص خود را دارد. 